# Svatá Marina

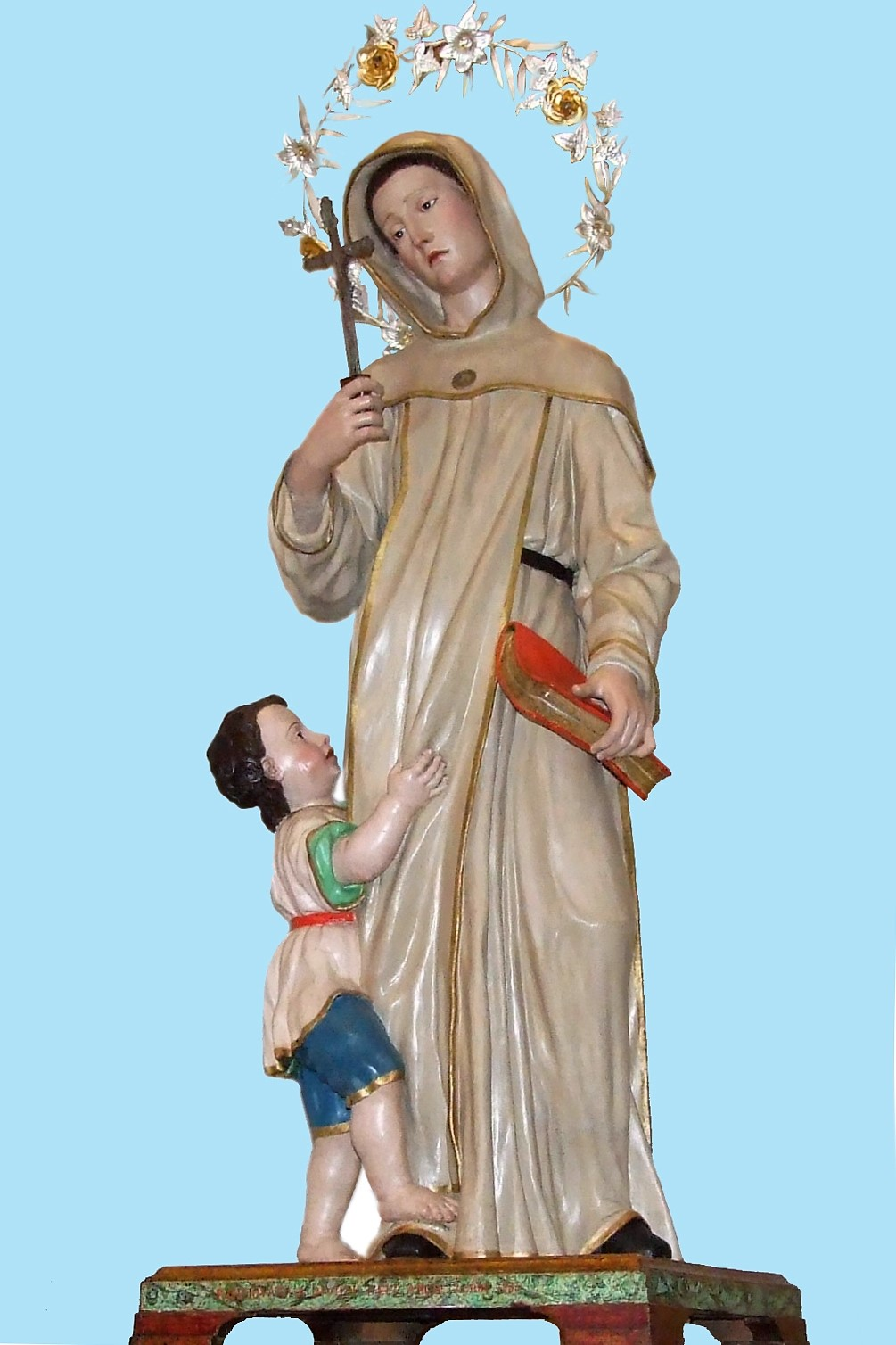
Soška svaté Marina, panny v italském Santa Marina di Polistena Italy.

Svatá Marina, někdy nazývána svatá Marina z Bithýnie, byla křesťanská panna a mniška žijící v přestrojení za muže na území dnešního Libanonu. Je uctívána v katolické, pravoslavné i koptské tradici. Životopisné údaje jsou velmi neurčité, mohla žít v 5. nebo také v 6. století. Její ostatky se od 13. století nacházejí v benátském kostele Santa Maria Farmosa. Od roku 1810 je sv. Marina spolupatronkou města Benátky. V římskokatolickém liturgickém kalendáři slaví svátek 18. června.

## Legenda
Podle legendy se svým otcem Eugeniem vstoupila do kláštera v údolí Kadíša a přijala jméno Marinus. Vynikala svým asketickým životem a horlivými modlitbami. Jednou ji opat spolu s dalšími mnichy poslal vyřídit obchodní záležitost a na své cestě přenocovali v hostinci. Tou dobou tam pobýval voják, který počal dítě s dcerou hostinského a své otcovství svalil na bratra Marina. Když se opat ptal, zda je Marina skutečně otcem, padla na kolena a začala vyznávat svou hříšnost (bez bližší specifikace). Na to se opat rozhněval a vyhodil ji z kláštera. Když se dítě narodilo, matka ho přinesla Marině. Marina stále zůstávala v přestrojení a po deset let se starala o svého svěřence. Poté byla spolu s ním přijata zpět do kláštera. Údajně po svém návratu musela vykonávat ty nejtěžší práce. Kolem čtyřicátého roku života podlehla nemoci. Když těsně před pohřbem bratři přišli na to, že je žena, oznámili to hostinskému a její jméno bylo očištěno. Během pohřebního obřadu se prý mnichovi slepému na jedno oko navrátil zrak.

## Kult
- Svatá Marina je patronkou několika italských měst, např. Santa Marina di Milazzo nebo Santa Marina Salina. Je většinou zobrazována jako mnich s krucifixem a malým chlapcem po svém boku.
- V českém prostředí se ujalo pořekadlo „Dělá z Maríny Marína". Toto pořekadlo je o otci, který svou dceru vychovává jako chlapce.[3]